# Rover korosztály
A rover vagy más néven vándor korosztály a cserkészet egyik korosztálya, amely – bár a korhatárok országonként eltérhetnek – jellemzően a 18-25 éves korosztályt szólítja meg. A korosztály tagja a rover vagy vándor (angolul: Rover Scout – fiú, ill. Ranger Guide – lány).
A korosztály a cserkészet sikeres elterjedését követően, 1922-ben jött létre azzal a céllal, hogy programot nyújtson a cserkészet elsődleges célkorosztályából kinőtt fiataloknak.
A roverek világtalálkozóit eredetileg World Rover Moot, majd 1990-től World Scout Moot néven szervezik meg. Európai szintű rovertalálkozó a RoverWay, amelyet 2003-ban Portugáliában, 2006-ban Olaszországban, 2009-ben Izlandon rendeztek meg.